# Metro de Bakú
El Metro de Bakú (en azerí: Bakı Metropoliteni, antes Adına Bakı Metropoliteni, en ruso: Бакинскийметрополитенимени В. И. Ленина - el metro del V.I. Lenin Baku) es un sistema de metro que sirve a la capital de Azerbaiyán, Bakú. Abierto en 1967, el sistema se expandió como una red moderna. Como la mayoría de los otros sistemas de la antigua URSS, muchas de las estaciones son decoradas profusamente con motivos nacionales y exquisitamente adornadas, a menudo mezclando ideología soviética.

## Historia
El metro de Bakú funciona en un diseño soviético estándar caracterizado por tener radios múltiples que se intersecan en el centro de la ciudad. Debido al paisaje desigual de la ciudad algunas estaciones son muy profundas mientras que algunas están realmente en el nivel superficial. Todas las siete estaciones llanas más profundas tienen un diseño del pilón mientras que las estaciones llanas bajas más comunes se construyen al estándar del pilar-trispan. Hay también una estación superficial. 
El 28 de octubre de 1995 un fatal incendio mató a 289 personas e hirió a otras 270.
En 2003, el sistema llevó a un total 1.83 millones de personas a diario, en 228 vagones del metro.

### Planes de expansión
En este momento hay varios proyectos, pero solo dos de ellos están en construcción. En 2011, el jefe ejecutivo del Metro de Bakú, Taghi Ahmadov, anunció planes para construir setenta nuevas estaciones hasta 2040. Algunas de ellas servirán para conectar con la nueva estación de bus y el Aeropuerto Internacional Heydar Aliyev.

## La red de Metro de Bakú

### Líneas
| Línea   | Color  | Tramo                       | Apertura | Longitud | Estaciones |
| ------- | ------ | --------------------------- | -------- | -------- | ---------- |
| Línea 1 | Rojo   | İçərişəhər ↔ Həzi Aslanov   | 1967     | 20.1 km  | 13         |
| Línea 2 | Verde  | Şah İsmail Xətai ↔ Dərnəgül | 1976     | 14.5 km  | 10         |
| Línea 3 | Morado | Xocəsən ↔ 8 Noyabr          | 2016     | 5.7 km   | 4          |

### Cronología

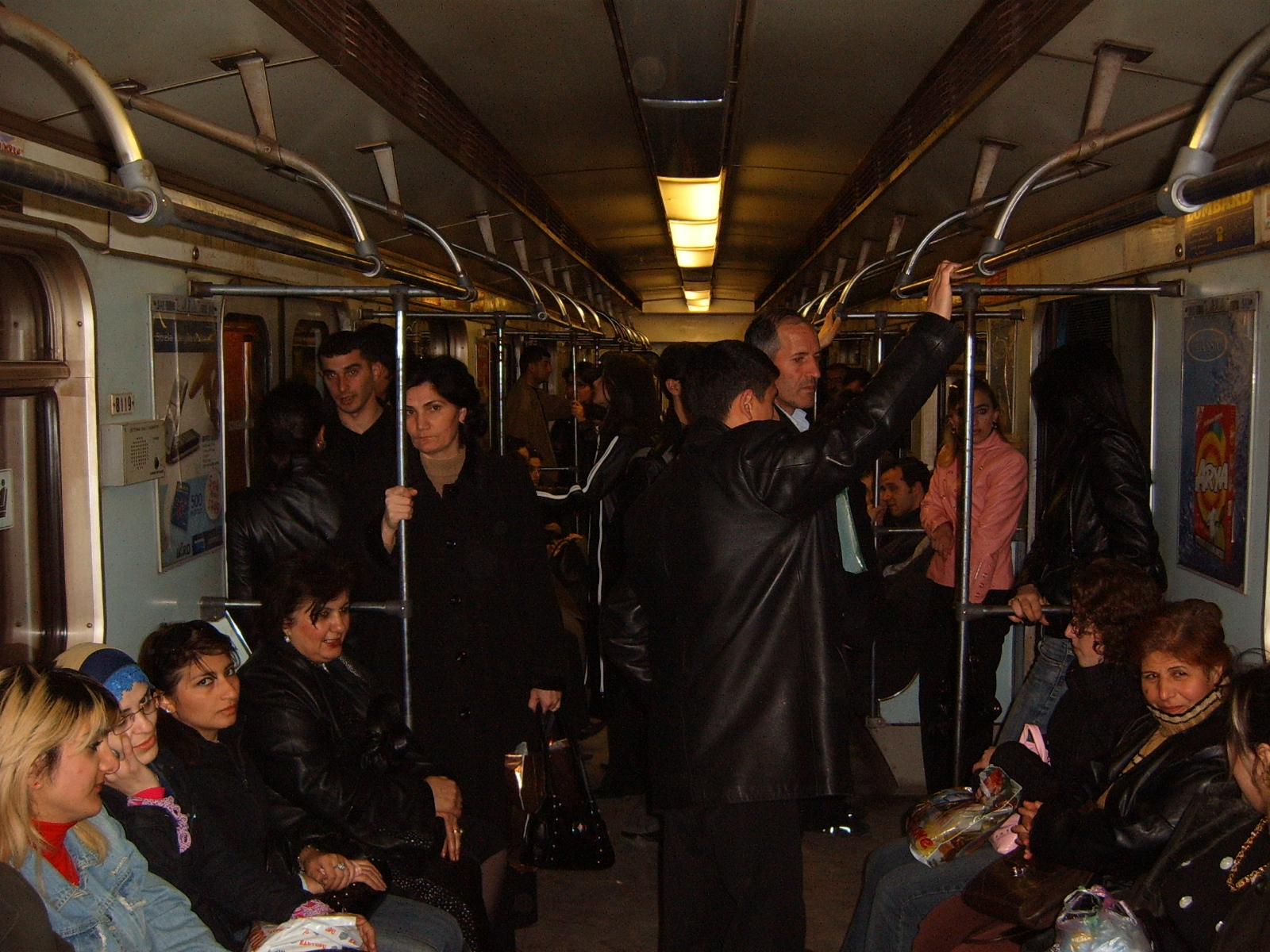
Interior de uno de los trenes.

| Tramo                        | Apertura                | Longitud |
| ---------------------------- | ----------------------- | -------- |
| İçərişəhər-Nəriman Nərimanov | 6 de noviembre de 1967  | 6.5 km   |
| 28 May-Şah İsmail Xətai      | 22 de febrero de 1968   | 2.3 km   |
| Nəriman Nərimanov-Ulduz      | 5 de mayo de 1970       | 2.1 km   |
| Ulduz-Neftçilər              | 7 de noviembre de 1972  | 5.3 km   |
| 28 May-Nizami Gəncəvi        | 31 de diciembre de 1976 | 2.2 km   |
| Nəriman Nərimanov-Bakmil     | 28 de marzo de 1979     | 0.5 km   |
| Nizami Gəncəvi-Memar Əcəmi   | 31 de diciembre de 1985 | 6.5 km   |
| Neftçilər-Əhmədli            | 28 de abril de 1989     | 3.3 km   |
| Cəfər Cabbarlı               | 27 de diciembre de 1993 | N/A      |
| Əhmədli-Həzi Aslanov         | 10 de diciembre de 2002 | 1.4 km   |
| Memar Əcəmi-Nəsimi           | 9 de octubre de 2008    | 2.1 km   |
| Nəsimi-Azadlıq Prospekti     | 30 de diciembre de 2009 | 1.3 km   |
| Azadlıq Prospekti-Dərnəgül   | 29 de junio de 2011     | 1.5 km   |
| Memar Əcəmi-2-Avtovağzal     | 19 de abril de 2016     | 1.5 km   |
| Memar Əcəmi-2-8 Noyabr       | 29 de mayo de 2021      | 1.4 km   |
| Avtovağzal-Xocəsən           | 23 de diciembre de 2022 | 2.2 km   |
| Total:                       | 27 estaciones           | 40.3 km  |